# Limoloko
Limoloko ist ein osttimoresischer Ort im Suco Liurai (Verwaltungsamt Aileu, Gemeinde Aileu).

## Geographie
Der Weiler Limoloko liegt im Osten der Aldeia Quirilelo, auf einer Meereshöhe knapp unter 1500 m. Östlich liegt in direkter Nachbarschaft das Dorf Rairema (Aldeia Rairema), in dem sich eine Grundschule und eine medizinische Station befinden. Hier teilt sich die Straße und führt nach Norden zur Überlandstraße von Aileu nach Maubisse und nach Süden. Westlicher Nachbar von Limoloko ist das Dorf Quirilelo (Aldeia Quirilelo). Auch hier gibt es eine Grundschule sowie eine Kapelle.